# Pius XII. – Der Papst, der geschwiegen hat
Pius XII. – Der Papst, der geschwiegen hat (Originaltitel Hitler’s Pope) ist eine von John Cornwell geschriebene, kritische Biografie Pius XII. Sie wurde 1999 bei Viking Press veröffentlicht.
Das Buch kritisiert die Handlungsweise von Pius XII. (weltlicher Name Eugenio Pacelli) im Zweiten Weltkrieg und beschreibt seinen Werdegang, angefangen bei seiner Kindheit bis zu seinem Tod. Ein besonderes Augenmerk liegt auf dem Reichskonkordat 1933 und seiner Stellung zum Nationalsozialismus. Die Biografie erhielt jüngst eine ganz neue Dimension: Neue Dokumente aufgrund der Öffnung von Archiven im Vatikan enthüllen, dass das nationalsozialistische Regime den Missbrauch von Kindern in Deutschland erfolgreich als Druckmittel einsetzte, um den Papst davon abzuhalten, sich gegen den Holocaust zu stellen (Papst Pius XII. und der Holocaust).

## Kritik
Das Buch ist unter Katholiken wie auch unter Historikern sehr umstritten, da Cornwell unter anderem die Behauptung aufstellt, Pacelli sei durch das serbische Konkordat am Ausbruch des Ersten Weltkrieges schuld. Michael F. Feldkamp wirft Cornwell in seinem im Jahr 2000 erschienenen Buch Pius XII. und Deutschland eine Fehlinterpretation dieses Konkordats vor. Der Historiker Holger Arning, der unter anderem mit Hubert Wolf zusammenarbeitete, erklärte 2008, dass Cornwells Differenzierungsniveau wissenschaftlichen Ansprüchen kaum genüge. Rainer Decker hatte bereits ein Jahr nach der Veröffentlichung von Cornwells Buch kritisiert, der Autor stelle das Handeln Pius’ XII. einseitig dar und verwende Fachliteratur selektiv.
Des Weiteren werden Cornwell schwere Übersetzungsfehler vorgeworfen. Sie sollen sich bei der Übersetzung des Buches ins Deutsche noch vervielfältigt haben.